# Codificación en Chile
Código, en el Derecho de Chile, se refiere a cuerpos legales de gran extensión, cuya finalidad es la regulación sistemática de amplios sectores de la vida jurídica nacional.

## Historia de la codificación en Chile
Comúnmente se le otorga como punto de partida a la codificación chilena al Código Civil de Andrés Bello en 1855, pero la primera codifiación existente en chile fueron las ordenanzas generales del ejército en el año 1839. Otros le atribuyen el comienzo de la codificación chilena al Código Procesal de 1837. Lo que hay que aclarar y para evitar todo tipo de confusión, es que el código civil, no fue el primer esbozo de codificación chileno.
La independencia de Chile (1810-1818) puso a los primeros gobiernos republicanos de Chile en el problema de rearmar por completo la legislación sobre numerosas materias. Esto se debe fundamentalmente a dos razones:
- La legislación antigua estaba diseñada bajo los principios rectores del Absolutismo, y por ende, no se condecían con aquellos propios del gobierno republicano y democrático.

- Técnicamente, la legislación antigua era farragosa, recargada y asistemática, siendo la última gran recopilación vigente, la elaborada por Solórzano y Pereira, de fecha tan antigua como 1680, y por ende, urgentemente necesitada de una puesta al día.

Las primeras décadas fueron invertidas en darle a Chile una estructura política e institucional estable, lo que se logró finalmente con la Constitución de 1833. De este modo, en la década de 1830 comenzaron las obras para rearmar el resto de la legislación patria. Un avance substancial en algunas materias de interés urgente en la fecha, se dio con la promulgación de las llamadas Leyes Marianas, en 1837.
Sin embargo, en el siglo XIX era fortísima la influencia del Código Napoleónico, y del movimiento codificador en general. Por lo tanto, hubo aspiraciones a que Chile tuviera su propio Código Civil. Esto se logró con la promulgación del llamado Código de Bello, apodo informal con el que se conoce a un Código Civil que fue casi íntegramente redactado por el jurista Andrés Bello, publicado en 1855, que entró en vigencia en 1857, y que aún sigue vigente, aunque con grandes modificaciones, tanto en el interior del mismo, como por obra de leyes complementarias que han ido extrayendo materias desde el mismo.
Este Código Civil fue después complementado por otros códigos que trataban materias substantivas, y de este modo se promulgaron el Código de Comercio y el Código Penal, ambos aún vigentes en Chile.
Durante la segunda mitad del siglo XIX se produjo también la codificación de las materias procesales. En 1875 se promulgó la Ley de Organización y Atribuciones de los Tribunales, antecedente más o menos inmediato del actual Código Orgánico de Tribunales. Por su parte, en 1903 entró en vigencia el Código de Procedimiento Civil, y en 1907, el Código de Procedimiento Penal. Este último hoy en día está casi por completo derogado, siguiendo vigente solo para los hechos punibles acaecidos con anterioridad a la entrada en vigencia del moderno Código Procesal Penal.
En el siglo XX, la tendencia en materia de codificación fue a promulgar códigos sectoriales, esto es, que cubrieran un determinado sector de la vida jurídica. De esta manera entraron en vigencia sucesivos Códigos del Trabajo (de 1931 y de 1994)(materia antes regulada por el Código Civil), el Código Tributario, el Código Sanitario, etcétera. Una función análoga, aunque no de tanta profundidad como un código, la han cumplido las llamadas "leyes de base" (por ejemplo, la Ley de Bases del Medio Ambiente, la Ley Orgánica Constitucional de Enseñanza, etc.).

## Códigos vigentes en Chile

### Códigos actualmente sin vigencia
- Código de Procedimiento Penal.[2]

### Códigos vigentes
- Código Civil. Vigente desde 1857.
- Código Penal. Vigente desde 1875.
- Código Orgánico de Tribunales. Vigente desde 1943.
- Código de Procedimiento Civil. Vigente desde 1903.
- Código Procesal Penal. Vigente desde 2000 (sin embargo, entró en vigencia de manera escalonada entre 2000 y 2005, según la región del país; véase al respecto el artículo sobre la Reforma Procesal Penal).[3]
- Código de Justicia Militar.
- Código de Comercio. Vigente desde 1865.
- Código del Trabajo de Chile de 1994.
- Código Tributario.
- Código de Aguas.
- Código Sanitario.
- Código de Minería.
- Código Aeronáutico.
- Código de Derecho Internacional Privado. También conocido como Código Bustamante. Vigente en Chile, con la reserva de que se aplicará solo en lo que no contravenga a la legislación interna chilena.